# Nodocephalosaurus kirtlandensis
Nodocephalosaurus kirtlandensis es la única especie conocida del género extinto  Nodocephalosaurus  (lat. nodus "nódulo" + gr. kephale "cabeza" + gr. saurus "lagarto" = "lagarto de cabeza con nódulos") de dinosaurio tireóforo anquilosáurido, que vivió que vivió a finales del período Cretácico, hace aproximadamente 83 y 71 millones de años, en el Campaniense, en lo que es hoy Norteamérica.
 Nodocephalosaurus  era un dinosaurio pequeño, Paul estimó su longitud en 4,5 metros y su peso en 1,5 toneladas.   El modelo del ornamentación craneal presente en este anquilosáurido "se distingue por los bulbos semi inflados y osteodermos poligonales craneales que se distribuyen de manera bilateral y simétricamente en la región frontonasal del cráneo". Posee además, una protuberancia del cuadradojugal prominente de proyección anteroventral y los ángulos del escamoso con forma de pirámide. Hay también hay evidencia de una cavidad del seno paranasal en el maxilar.
El holotipo de Nodocephalosaurus y único espécimen conocido fue recuperado del miembro De-na-zin perteneciente a la Formación Kirtland perteneciente al Cretácico superior y consiste en un cráneo incompleto. Siendo un género es un género monotípico, incluyendo solamente la especie tipo, Nodocephalosaurus kirtlandensis. Es sobre todo interesante sus relaciones taxonómicas como ejemplo de lo incompleto del conocimiento de la última fauna cretácea Nuevo México. Los dinosaurios como Nodocephalosaurus se parecían a las formas asiáticas, y pueden ser evidencia de que los dinosaurios asiáticos migraron a América del Norte en el Cretácico tardío.
La descripción del tipo observó la semejanza del Nodocephalosaurus al Saichania chulsanensis y al Tarchia gigantea, ambos anquilosáuridos de Mongolia y se sugirió que estos tres taxones formaran un clado dentro de la subfamilia Ankylosaurinae. Sin embargo, Vickaryous et al. en 2004, consideran esta asignación provisional y enumeran el género como incertae sedis de Ankylosaurinae. Sullivan en 1999 también observó que el material recogió previamente de la formación Kirtland y asignado a los taxones Euoplocephalus o Panoplosaurus puede representar realmente restos adicionales de Nodocephalosaurus. A modo de comparación, la armadura de la cabeza de Nodocephalosaurus es sorprendentemente similar a la de Akainacephalus, una forma relacionada descubierta en la Formación Kaiparowits en 2018.